# Ringstraße

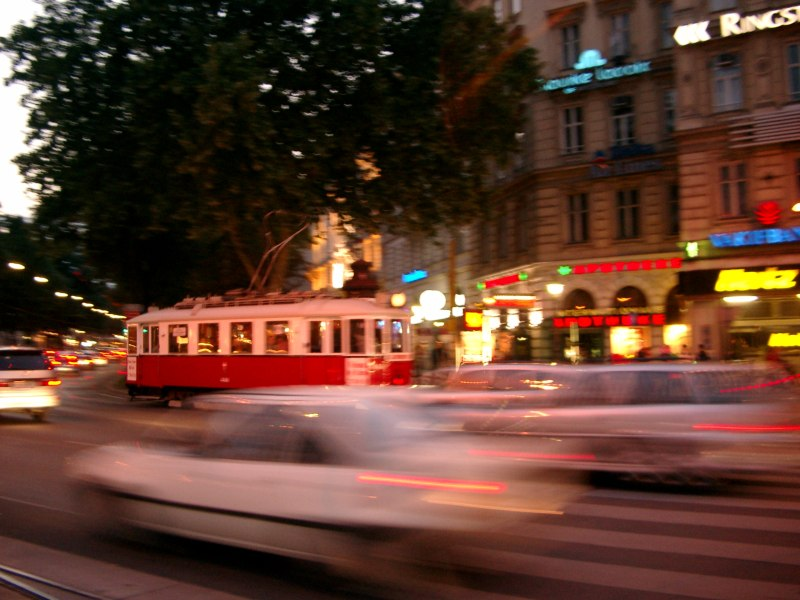
Ringstraße văzută noaptea

Ringstraße (sau Ringstrasse) este un drum circular ce încadrează districtul Innere Stadt din Viena, Austria și este una dintre principalele sale artere de circulație. El este tipic pentru stilul istoric numit Ringstraßenstil (stilul Ringstraße) din anii 1860-1890.

## Istoric
Strada a fost construită pentru a înlocui zidurile orașului, care au fost construite în timpul secolului al XIII-lea și consolidate ca urmare a primului asediu turcesc din 1529. 
În 1850, Vorstädte (astăzi districtele II - IX) a fost încorporat în oraș, ceea ce a făcut ca zidurile orașului să devină un simplu impediment pentru trafic. În 1857, împăratul Franz Joseph I al Austriei a promulgat decretul "Este voia Mea" (Es ist Mein Wille pe Wikisource) dispunând demolarea zidurilor orașului. În decretul său, el a stabilit dimensiunea exactă a bulevardului, precum și pozițiile geografice și funcționalitățile noilor clădiri. Ringstraße și clădirile planificate au fost destinate să fie un exemplu pentru grandoarea și gloria Imperiului Habsburgic. La nivel practic, construirea la Paris a unui bulevard central de către împăratul Napoleon al III-lea al Franței a demonstrat deja că extinderea dimensiunii străzilor a făcut efectiv imposibilă ridicarea baricadelor revoluționare.

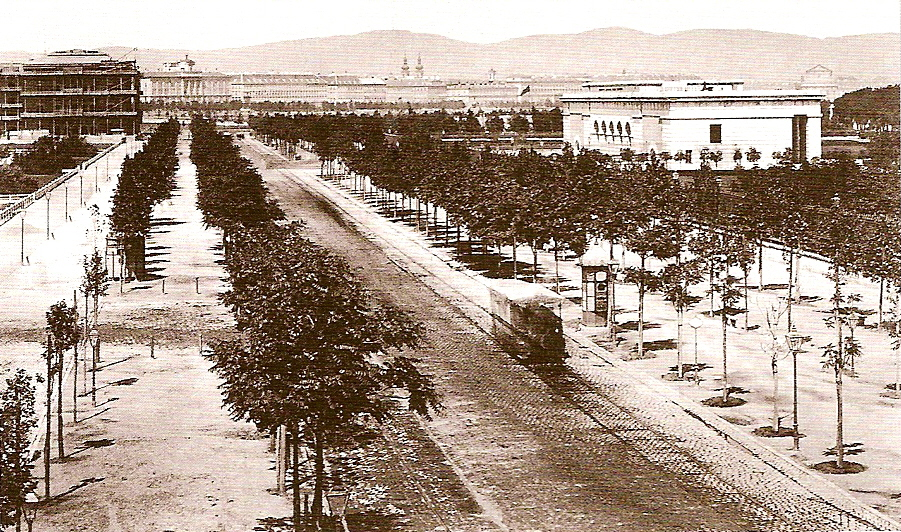
Secţiunea Burgring a Ringstraße în 1872

În următorii ani, au fost ridicate un număr mare de clădiri opulente publice și private. Atât nobilimea, cât și plutocrația, s-au grăbit să construiască vile arătoase de-a lungul străzii. Una dintre primele clădiri a fost Heinrichshof, deținut' de producătorul de bere Heinrich Drasche, care era situată vizavi de Operă până în 1945.
Sigmund Freud obișnuia să se plimbe zilnic pe Ringul vienez.

## Clădiri

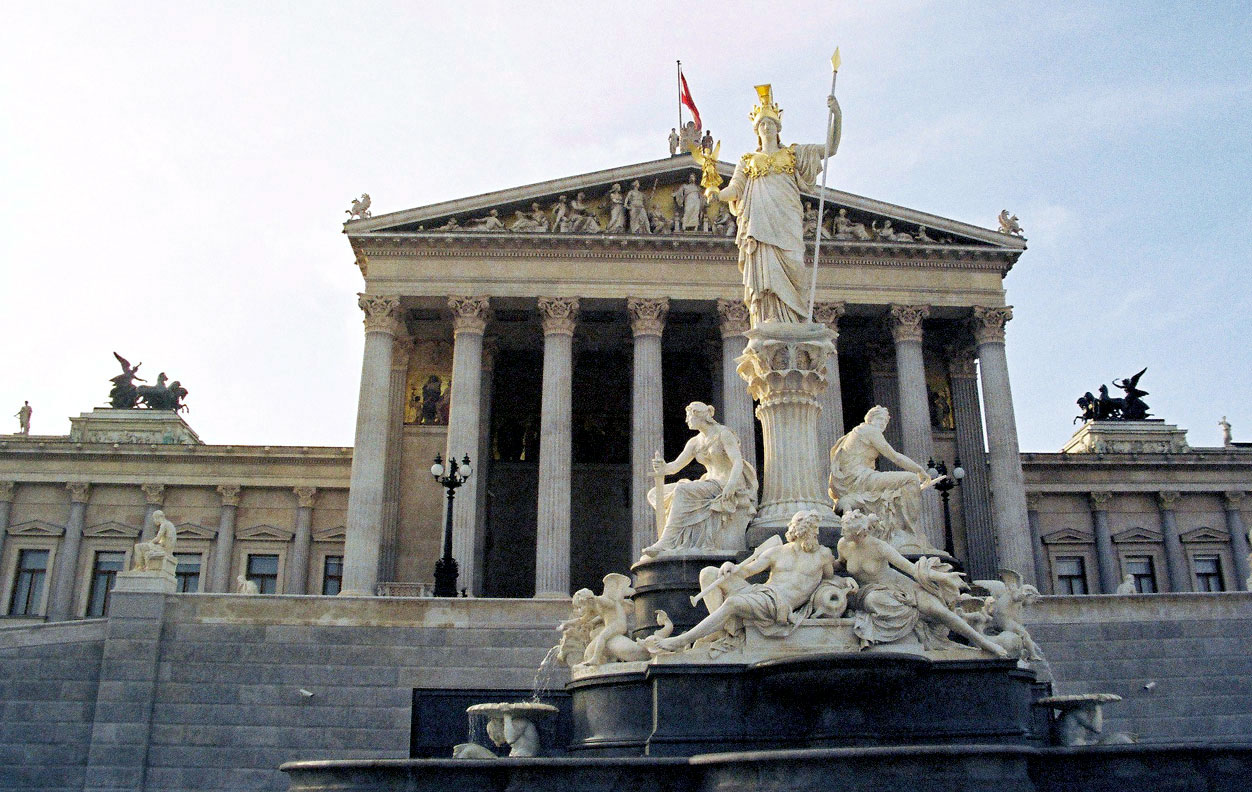
Clădirea Parlamentului

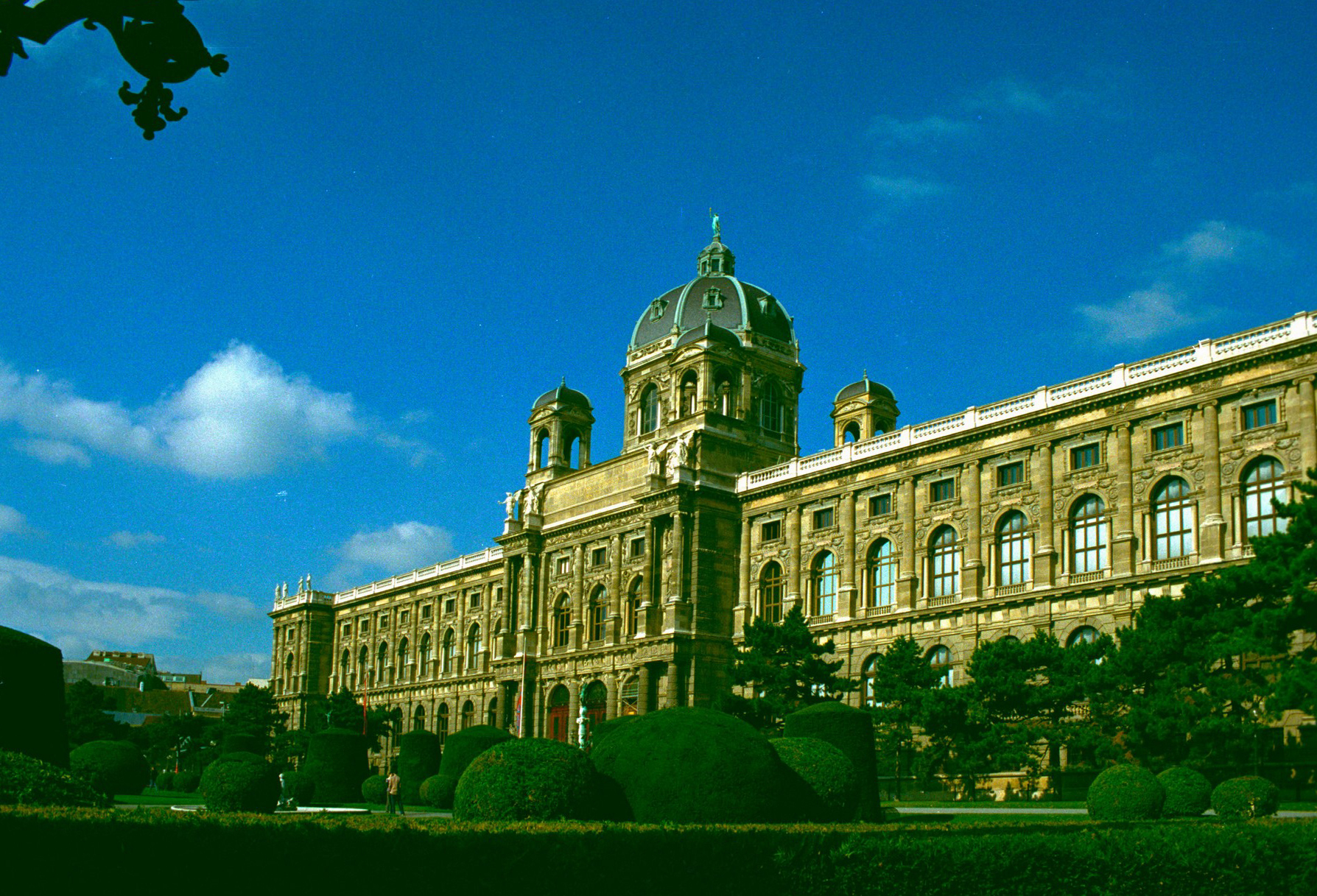
Muzeul de Istorie Naturală

Cele mai multe clădiri datează de dinainte de 1870. Cele mai notabile dintre acestea sunt următoarele:
- K.u.K. Hofoper (astăzi Opera de Stat din Viena), proiectat în stil neo-romantic de August Sicard von Sicardsburg și Eduard van der Nüll,
- Akademie der bildenden Künste (Academia de Arte Frumoase),
- Justizpalast (astăzi Ministerul Federal al Justiției),
- Clădirea Parlamentului austriac, proiectată în stil neo-attic (o trimitere la democrația Atenei antice) de Theophil Hansen,
- Rathaus (Primăria), proiectată în stil gotic-flamand de Friedrich Schmidt,
- K.u.K. Hofburgtheater (astăzi Burgtheater) proiectată de Karl Freiherr von Hasenauer,
- clădirea Universității, în stil neo-renascentist (o trimitere la începuturile sistemului universitar din nordul Italiei),
- Votivkirche, proiectată în stil neo-gotic (o trimitere la catedralele gotice din Franța) de Heinrich Freiherr von Ferstel,
- Börse (Bursa),
- Ringturm, în stilul modern al anilor 1950,
- Observatorul Urania,
- Kriegsministerium (astăzi Regierungsgebäude), proiectată în stil neo-baroc de Ludwig Baumann,
- Postsparkasse (Casa poștală de economii), proiectată în Jugendstil de Otto Wagner,
- Museum für Angewandte Kunst (Muzeul de Arte Aplicate), proiectat în stil neo-renascentist de Heinrich Freiherr von Ferstel,
- Palatul Württemberg (astăzi Hotelul Imperial),
- Ringstraßengalerien, cunoscută și sub numele de Korso, în stilul modern al anilor 1990 și
- Palatul Schey von Koromla,
- Palatul Ephrussi.

Singura clădire cu destinație religioasă este Biserica Votivă (Votivkirche), care a fost construită după ce împăratul Franz Joseph a fost salvat în 1853 dintr-o tentativă de asasinat.

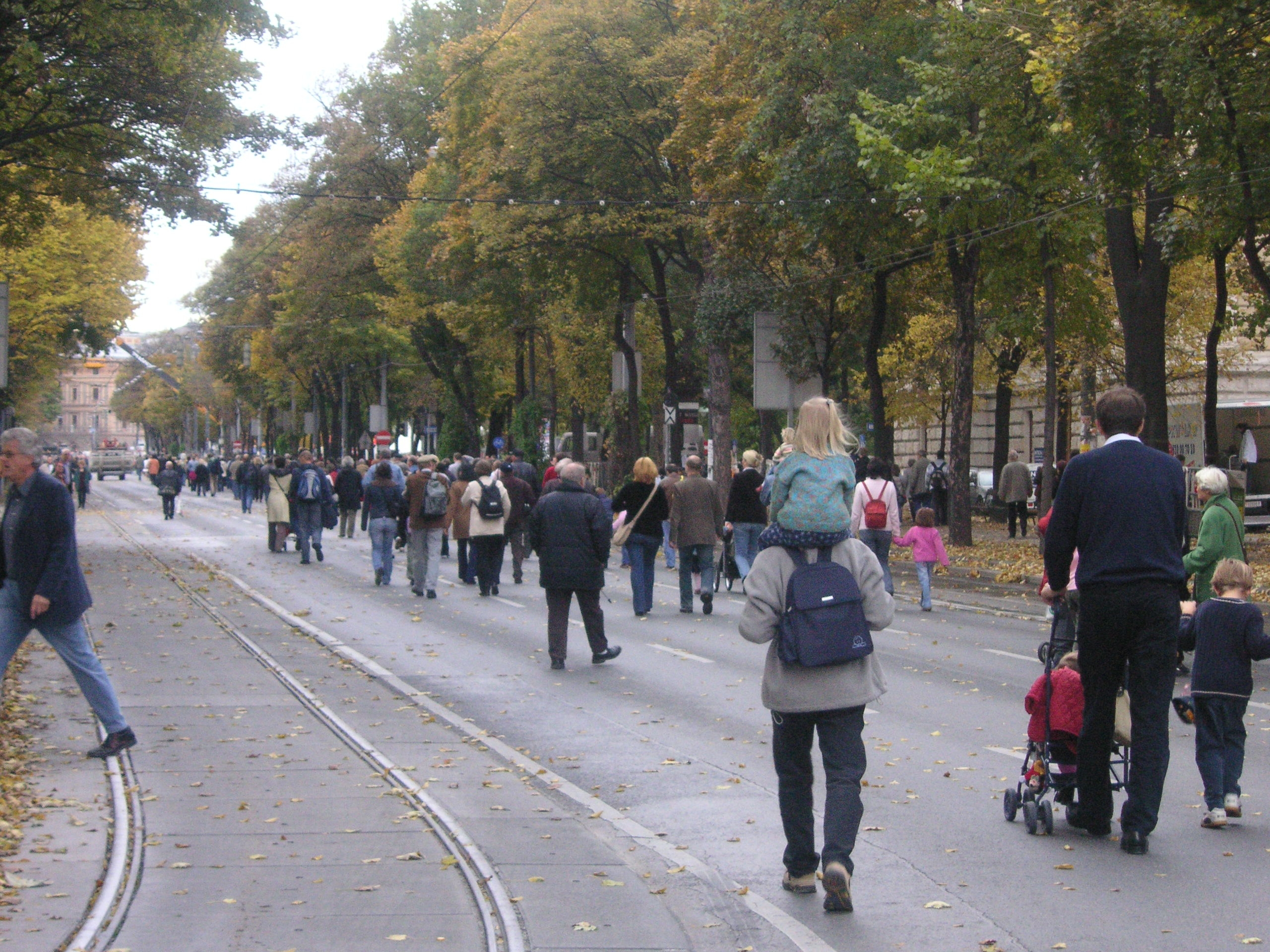
Universitätsring lângă clădirea principală a Universității din Viena în 26 octombrie, ziua națională a Austriei, atunci când Ringstraße este în mod tradițional închisă traficului din cauza desfășurării paradei militare.

Palatul Hofburg a fost prelungit cu o anexă, Neue Hofburg (Noul Hofburg), care adăpostește astăzi Muzeul de Etnologie și Biblioteca Națională a Austriei. Pe partea cealaltă a străzii, se află Kunsthistorisches Museum (Muzeul de Istorie a Artei) și Naturhistorisches Museum (Muzeul de Istorie Naturală), care au fost construite pentru colecțiile imperiale. Inițial, el ar fi trebuit să fie o aripă paralelă situată vizavi de Neue Hofburg, care ar fi fost atașată Muzeului de Istorie Naturală. Heldenplatz și Maria-Theresien-Platz ar fi devenit Kaiserforum. Cu toate acestea, acest plan a fost amânat din lipsă de fonduri.
Construcția s-a încheiat abia în 1913 odată cu finalizarea Kriegsministerium (Ministerul de Război). La acea vreme, Ringstraßenstil era deja oarecum depășit, după cum se observă din clădirea Postsparkassengebäude proiectată de Otto Wagner pe partea de vizavi de clădirea ministerului, care a fost construită în același timp.
Ringstraße a fost generos planificat, cu zone verzi și copaci, cele mai cunoscute parcuri fiind Stadtpark cu Kursalon, Burggarten, Volksgarten și Rathauspark, precum și un număr de piețe cum ar fi Schwarzenbergplatz, Schillerplatz, Maria-Theresien-Platz și Heldenplatz. De-a lungul Ringstraße se află diferite monumente ca de exemplu statuile lui Goethe, Schiller, împărăteasa Maria Theresia, Prințul Eugen de Savoia, Arhiducele Carol de Austria, fondatorii Primei Republici Austriece, Athena, Andreas von Liebenberg, contele Radetzky, Georg Coch și Johann Strauss.
Cea mai mare catastrofă a fost incendiul de la Ringtheater din 1881, în care au murit câteva sute de oameni. Clădirea a fost ulterior demolată și înlocuită cu Sühnhof, care a fost construit în memoria celor peste 300 de victime, și a inaugurat de împăratul Franz Joseph. Ea a fost distrusă în timpul bombardamentelor Vienei din 1945; astăzi se află acolo sediul poliției municipale.
Alte clădiri care au fost distruse sau grav avariate în timpul celui de-al doilea război mondial au fost Opera, clădirea de vizavi Heinrichshof, care a fost înlocuit în anii 1950 cu Kärtnerhof. Observatorul Urania, Kriegsministerium și clădirea Parlamentului au fost puternic avariate, iar Burgtheater a ars. Celebrul Hotel Metropol, care a fost situat pe Franz-Joseph-Kai, a fost complet distrus și înlocuit cu un monument pentru victimele nazismului.

## Secțiuni ale Ringstraße

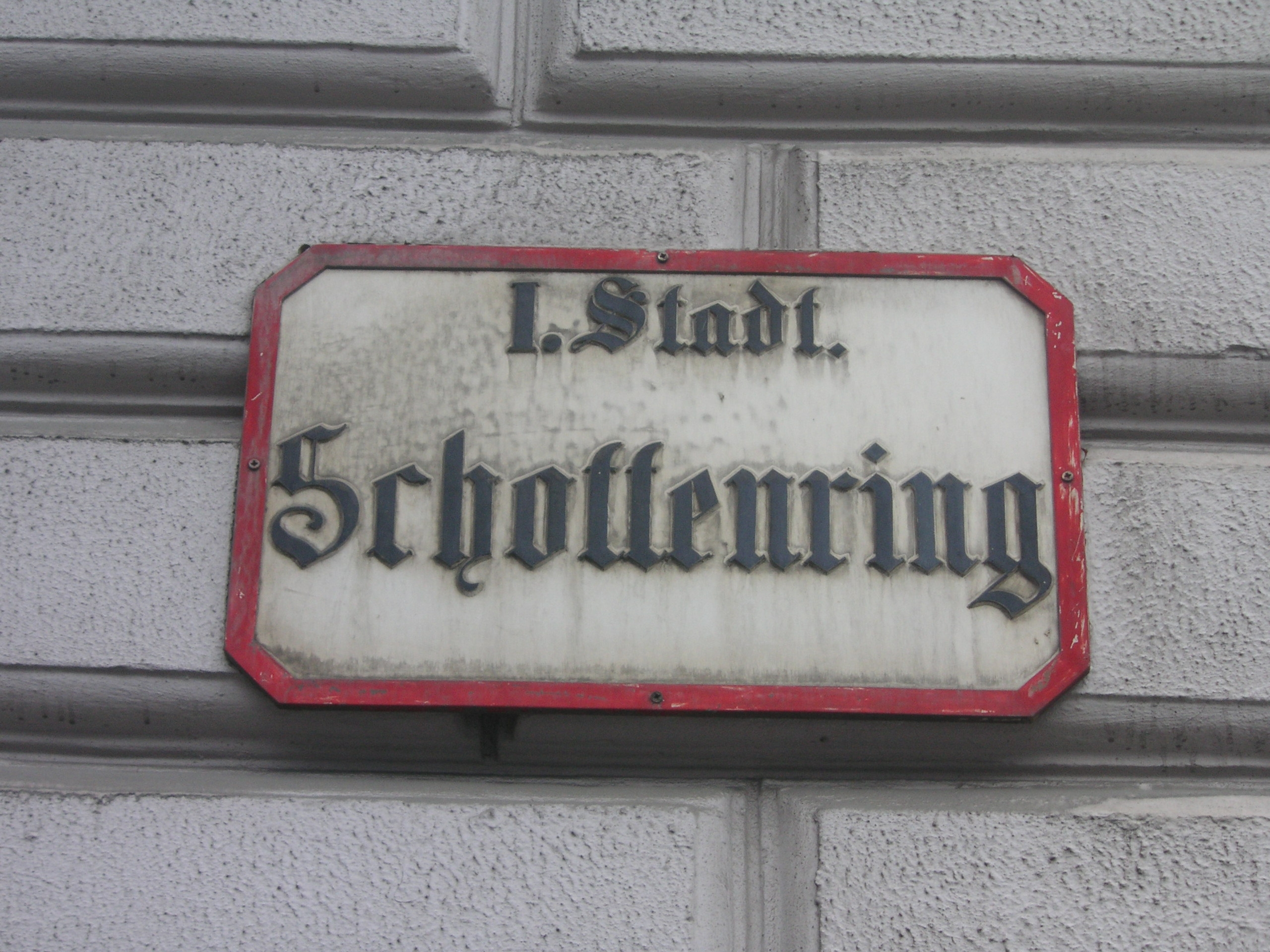
În multe părți ale orașului, cu o mulțime de clădiri istorice, semnele stradale vechi sunt încă în uz.

Ringstraße are mai multe secțiuni. El înconjoară zona centrală a Vienei pe toate părțile, cu excepția părții de nord-est, în care locul său este luat de Franz-Josephs-Kai, stradă care se află de-a lungul Donaukanal (un braț al Dunării). Pornind din Ringturm de la capătul de nord al străzii Franz-Josephs-Kai, secțiunile sunt următoarele:
- Schottenring (numită după Schottenstift)
- Universitätsring (anterior Dr.-Karl-Lueger-Ring, numită după Karl Lueger; denumire schimbată în aprilie 2012)
- Dr.-Karl-Renner-Ring (Karl Renner)
- Burgring (Hofburg)
- Opernring (Opera de Stat din Viena)
- Kärntner Ring (Carintia)
- Schubertring (Franz Schubert)
- Parkring (Wiener Stadtpark)
- Stubenring (numită după Stubenbastei, parte a zidurilor cetății Vienei începând din 1156)